# Tilloy-et-Bellay
Tilloy-et-Bellay é uma comuna francesa na região administrativa do Grande Leste, no departamento de Marne. Estende-se por uma área de 19.34 km², e possui 226 habitantes, segundo o censo de 2018, com uma densidade de 12 hab/km².